# Quinto Romano
Quinto Romano (Quint in dialetto milanese, IPA: [ˈkwint]) è un quartiere   di Milano appartenente al Municipio  7 e al NIL n.62 "Quinto Romano". 
Circondato da Parco delle Cave, Boscoincittà e Parco di Trenno, Quinto Romano sorge al centro del grande polmone verde della periferia occidentale della città.
Confina a sud con Baggio, a ovest con la Tangenziale Ovest e Settimo Milanese, verso nord con la SS11 e verso est con Quarto Cagnino. 

## Storia
Il nome deriva dal fatto che il nucleo iniziale del borgo era distante 5 miglia romane dal centro della città di Milano e verosimilmente era il luogo di una delle stazioni di posta posizionate in modo regolare ad intervalli di un miglio su tutte le strade romane. Tale origine è comune a svariati altri borghi nei pressi di Milano, tuttora autonomi ovvero inglobati dalla metropoli: Quarto Oggiaro, Quarto Cagnino, Quinto de' Stampi, Quintosole, Sesto San Giovanni, Sesto Ulteriano, Settimo Milanese, Cascina Occhiate (Brugherio), Cascina Occhiò (San Giuliano Milanese), Novate Milanese, Desio e di altre grandi città italiane. Il suo territorio confinava con Trenno a nord, Quarto Cagnino ad est, Baggio a sud, e Settimo Milanese e Figino di Milano ad ovest.
Nel 1757, a causa della riforma teresiana, vi vengono annesse Cassina del Maino, Cassina Caldera e Cascina Malpaga, che restano frazioni fino al principio del 1800.
Da Quinto Romano, in epoca romana, passava la via delle Gallie, strada romana consolare fatta costruire da Augusto per collegare la Pianura Padana con la Gallia. Compresa nella parrocchia di Trenno, nell'estimo voluto dall'imperatrice Maria Teresa nel 1771 Quinto Romano contava 338 abitanti. In età napoleonica, nel 1809, il comune di Quinto Romano fu annesso a Figino, a sua volta incorporato a Settimo nel 1811: furono comunque gli austriaci ad annullare il tutto nel 1816. All'Unità nel 1859, Quinto Romano aveva 630 abitanti, mentre al primo censimento nazionale del 1861 ne venivano registrati 716. Nel 1869 fu soppresso come comune autonomo, diventando frazione dell'allora comune di Trenno, a sua volta annesso a Milano nel 1923.
Quinto Romano, anche per la considerevole distanza dal centro di Milano, mantenne un aspetto rurale fino agli anni sessanta del Novecento, rimanendo una borgata agricola ricca di cascine. A tutt'oggi il quartiere ha conservato alcune caratteristiche agricole che si mescolano allo sviluppo urbano tipico di un quartiere periferico di una grande città.

## Società
La popolazione del quartiere ha una palese percezione di una propria identità locale ed un atteggiamento costruttivo, che si esplicita nella costituzione di associazioni di sostegno sociale come Viverequinto.
Degni di nota a Quinto Romano sono il parco acquatico "Acquatica Park" ed il campeggio di "Città di Milano", l'unico presente nel territorio comunale ed entrambi siti in via Gaetano Airaghi. In Via Caldera 85 c'è il campo da calcio della Vercellese 1926. Dal 2005 è attiva la cooperativa sociale Nuove Risorse che offre uno spazio compiti, una Biblioteca e attività culturali e didattiche per ragazzi ed adulti.

## Infrastrutture e trasporti
Fra il 1879 e il 1957 in località San Romanello era presente una fermata della tranvia Milano-Magenta altresì nota con il soprannome di Gambadelegn.